# Esteghlal Football Club
Maillots
Actualités
Le Esteghlal Football Club (en persan : باشگاه فرهنگی ورزشی استقلال ایران), plus couramment abrégé en Esteghlal FC, est un club iranien de football fondé en 1945 et basé à Téhéran, la capitale du pays.
Fondé sous le nom de Taj Téhéran (persan : تاج) (en persan la Couronne de Téhéran), le club est rebaptisé après la révolution iranienne de 1979. L'Esteghlal, qui n'a jamais quitté la première division iranienne, est l'un des clubs les plus populaires du pays.
Esteghlal est l'équipe la plus populaire d'Iran, elle compte plus de 40 millions de fans en Iran.

## Histoire du club
Le 30 mai 2022 Esteghlal est sacré Championnat d'Iran lors de la saison 2021-2022, l'équipe parvenant même à rester invaincue tout au long de la saison, ce qui n'était jamais arrivé auparavant dans l'histoire du championnat iranien.

## Palmarès
| Compétitions nationales | Compétitions internationales                                                                 |
| --- | -------------------------------------------------------------------------------------------- |
| - Championnat d'Iran (10) : - Champion : 1957, 1970-1971, 1973-1974, 1989-1990, 1997-1998, 2000-2001, 2005-2006, 2008-2009, 2012-2013 et 2021-2022 - Vice-champion : 1991-1992, 1998-1999, 1999-2000, 2001-2002, 2003-2004, 2010-2011, 2011-2012, 2016-2017, 2019-2020, 2023-2024. - Coupe d'Iran (8) : - Vainqueur : 1976-1977, 1995-1996, 1999-2000, 2001-2002, 2007-2008, 2011-2012, 2017-2018 et 2024-2025. - Finaliste : 1989-1990, 1998-1999, 2003-2004, 2015-2016, 2019-2020, 2020-2021 et 2022-2023. - Supercoupe d'Iran (1) : - Vainqueur : 2022. - Finaliste : 2018 - Ligue de la province d'Téhéran (13) : - Vainqueur : 1949-1950, 1952-1953, 1956-1957, 1957-1958, 1959-1960, 1960-1961, 1962-1963, 1968-1969, 1970-1971, 1972-1973, 1983-1984, 1985-1986, 1991-1992. - Vice-champion : 1946-47, 1951-52, 1958-59, 1969-70, 1982-83, 1989-90, 1990-91 - Coupe d'Téhéran (4) : - Vainqueur : 1946–47, 1950–51, 1958–59, 1960–61 - Finaliste : 1945–46, 1957–58, 1969–70 - Supercoupe d'Téhéran (1) : - Vainqueur : 1994 | - Ligue des champions de l'AFC (2) : - Vainqueur : 1970 et 1991. - Finaliste : 1992 et 1999. |

## Stade
Le stade des matchs à domicile de l'Esteghlal, est l'Azadi (persan : ورزشگاه آزادی), situé à Téhéran, capitale iranienne. Son ancien nom était le Stade Aryamehr, changé après la révolution islamique. Le stade a une capacité officielle de 100 000 spectateurs, souvent rempli pour de nombreuses occasions, lors par exemple lors du derby contre les rivaux du Persepolis FC lors du Derby de Téhéran ou lors de matchs de Ligue des champions. Avant la construction de l'Azadi, l'Esteghlal jouait ses matchs à domicile au Stade Amjadieh.

## Personnalités du club

### Présidents
| Président                | Période                      |
| ------------------------ | ---------------------------- |
| Parviz Khosravani        | Septembre 1945-Juin 1960     |
| Parviz Sheikhan          | Juin 1960-Février 1979       |
| Ali Abdullahi Nourozi    | Mai 1979-Mai 1983            |
| Kazem Oliaei             | Janvier 1988-May 1996        |
| Ali Fathollahzadeh       | May 1996-Mai 2003            |
| Hossein Gharib           | Juin 2003-Juillet 2005       |
| Kazem Oliaei             | Juillet 2005-Décembre 2005   |
| Hossein Gharib           | décembre 2005-Septembre 2006 |
| Meghdad Najafnejad       | Septembre 2006-Mai 2007      |
| Ali Fathollahzadeh       | Mai 2007-Septembre 2008      |
| Amir Reza Vaezi Ashtiani | Septembre 2008-Mai 2010      |
| Ali Nazari Juybari       | Mai 2010-Juin 2010           |
| Ali Fathollahzadeh       | Juin 2010–Mai 2014           |
| Bahram Afsharzadeh       | Mai 2014–Juin 2016           |
| Reza Eftekhari           | Août 2016–Juillet 2018       |
| Amir Hossein Fathi       | Juillet 2018–Décembre 2019   |
| Ali Fatollahzadeh        | Décembre 2019–Mars 2020      |
| Ahmad Saadatmand         | Mars 2020–                   |

### Entraîneurs
| - Zdravko Rajkov (1969 - 1976) - Vladimir Đekić (1977 - 1979) - Mansour Pourheidari (1983 - 1986) - Mansour Pourheidari (1989 - 1992) - Nasser Hejazi (1996 - 1999) - Mansour Pourheidari (février 2000 - janvier 2002) - Roland Koch (juillet 2002 - juin 2003) - Amir Ghalenoei (juillet 2003 - juillet 2006) - Samad Marfavi (juillet 2006 - août 2007) - Nasser Hejazi (août 2007 - novembre 2007) - Firooz Karimi (novembre 2007 - mai 2008) | - Amir Ghalenoei (juillet 2008 - juin 2009) - Samad Marfavi (juillet 2009 - juin 2010) - Parviz Mazloumi (juin 2010 - mai 2012) - Amir Ghalenoei (juin 2012 - juin 2015) - Parviz Mazloumi (juin 2015 - juin 2016) - Alireza Mansourian (juin 2016 - septembre 2017) - Mick McDermott (septembre 2017 - octobre 2017) - Winfried Schäfer (octobre 2017 - avril 2019) - Farhad Majidi (avril 2017 - juin 2019) - Andrea Stramaccioni (juin 2019 - décembre 2019) - Farhad Majidi (janvier 2020 - septembre 2020) |

### Joueurs emblématiques
- Parviz Broumand
- Reza Enayati
- Andranik Eskandarian
- Amir Ghalenoei
- Nasser Hejazi
- Farhad Majidi (en)
- Ali Reza Mansourian
- Hassan Nazari
- Mehdi Pashazadeh
- Mehdi Rahmati
- Hassan Rowshan
- Amir Hossein Sadeqi
- Vahid Talebloo
- Alireza Vahedi Nikbakht (en)
- Javad Zarincheh
- Léonard Kweuke
- Cheick Diabaté

### Capitaines
| Nom                | Carrière à l'Esteghlal      | Capitanat |
| ------------------ | --------------------------- | --------- |
| Hassan Rowshan     | 1969-1978, 1984-1988        | 1975-1978 |
| Nasser Hejazi      | 1967-1977, 1980-1986        | 1980-1986 |
| Amir Ghalenoei     | 1989–1996                   | 1990–1996 |
| Javad Zarincheh    | 1986–2001                   | 1997–2001 |
| Mehdi Pashazadeh   | 1997–1998, 2000–2003        | 2001–2003 |
| Mahmoud Fekri      | 1992–1993, 1995–2007        | 2003–2007 |
| Alireza Mansourian | 1995–1997, 2003–2008        | 2007–2008 |
| Farhad Majidi      | 1997–1999, 2000–2001, 2007– | 2008–     |